# The Silent Witness
The Silent Witness (Brasil: A Testemunha Oculta / Portugal: Testemunho Inesperado) é um filme de mistério norte-americano de 1932, dirigido por Marcel Varnel e estrelado por Lionel Atwill, Greta Nissen e Helen Mack. Foi adaptado de uma peça de Jack DeLeon e Jack Celestin.

## Elenco

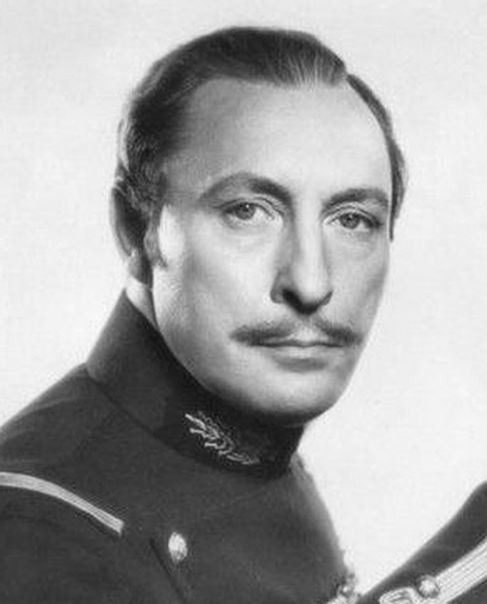
Lionel Atwill

- Lionel Atwill – Sir Austin Howard
- Greta Nissen – Nora Selmer
- Helen Mack – Sylvia Pierce
- Bramwell Fletcher – Anthony Howard
- Alan Mowbray – Arthur Drinton
- Billy Bevan – Horace Ward